# Vysílač Černá Studnice
Vysílač Černá Studnice se nachází na stejnojmenném vrchu v nadmořské výšce 864 m n. m., který je součástí Černostudničního hřebene v Jizerských horách. Je vysoký 45 metrů. Televizním vysíláním pokrývá většinu území Libereckého kraje.

## Historie
Vysílání Multiplexu 4 na kanálu 25 bylo z této lokality spuštěno 25. června 2012. Asi 3 měsíce od spuštění se vysílalo do jediné malé anténní „rakvičky“ umístěné asi v polovině stožáru, dosah signálu byl proto velmi omezen. Nový všesměrový anténní systém byl na vrcholku věže nainstalován 4. října 2012.
15. září 2013 bylo na kanálu 29 spuštěno vysílání Regionální sítě 7. K urychlení spuštění tohoto multiplexu z této lokality došlo na základě jednání České televize, která v této síti spustila 31. srpna 2013 vysílání ČT:D a ČT art, ale dosah signálu byl velmi neuspokojivý a diváci si na tento stav stěžovali. Proto byl tento program spuštěn i v Multiplexu 3 Českých Radiokomunikací, který nabízel kvalitnější pokrytí.
Do června 2015 byla DVB-T technologie společnosti Digital Broadcasting umístěna přímo v technickém domku u paty stožáru. Nyní je umístěna ve vlastním kontejneru přímo pod stožárem.
Regionální síť 7 zde několikrát změnila vysílací kanál z důvodu mezinárodní koordinace kmitočtů a také kvůli přípravě na vysílání DVB-T2. Nejprve zde 16. prosince 2017 došlo k přeladění z kanálu 29 na kanál 21 a znovu se přelaďovalo 7. února 2020 na kanál 50.
28. prosince 2018 odtud bylo zahájeno DVB-T2 vysílání Přechodové sítě 13 na kanálu 24. Ta přešla 27. února 2020 na finální DVB-T2 Multiplex 24, který začal vysílat na kanálu 43. Dne 26. února 2020 bylo ukončeno vysílání DVB-T Multiplexu 4 na kanálu 25 a 31. října 2020 i DVB-T Regionální sítě 7 na kanálu 50.

## Vysílané stanice

### Televize
Přehled televizních multiplexů šířených z Černé Studnice:
|        | Multiplex    | Kanál | Kmitočet | Výkon (ERP) | Polarizace   | Spuštěno       |
| ------ | ------------ | ----- | -------- | ----------- | ------------ | -------------- |
| DVB-T2 | Multiplex 24 | 43    | 650 MHz  | 10 kW       | horizontální | 27. února 2020 |

## Ukončené vysílání

### Digitální vysílání DVB-T
Vypínání Multiplexu 4 probíhalo 26. února 2020. 27. února 2020 se Přechodová síť 13 přetransformovala na Multiplex 24. Regionální síť 7 ukončila vysílání 31. října 2020.
| Vypnuto        |        | Multiplex         | Kanál | Kmitočet | Výkon (ERP) | Polarizace   | Spuštěno          |
| -------------- | ------ | ----------------- | ----- | -------- | ----------- | ------------ | ----------------- |
| 31. října 2020 | DVB-T  | Regionální síť 7  | 50    | 706 MHz  | 5 kW        | horizontální | 15. září 2013     |
| 27. února 2020 | DVB-T2 | Přechodová síť 13 | 24    | 498 MHz  | 10 kW       | horizontální | 28. prosince 2018 |
| 26. února 2020 | DVB-T  | Multiplex 4       | 25    | 506 MHz  | 10 kW       | horizontální | 25. června 2012   |